# Robert Del Naja
Robert Del Naja, também conhecido como 3D (Bristol, 21 de janeiro de 1965) é um artista e músico inglês. Originalmente famoso como grafiteiro e membro do grupo de Bristol conhecido como "The Wild Bunch" (em português "O Grupo Selvagem"), Del Naja veio a tornar-se um dos fundadores da banda Massive Attack, além de trabalhar com James Lavelle como um colaborador dos UNKLE nos álbuns Never, Never Land and War Stories.

## Música
Del Naja é um dos fundadores do Trip-Hop de Bristol e membro da banda Massive Attack, que estourou com o seu primeiro álbum, Blue Lines (1991), para elogio considerável dos críticos e ouvintes afins. O segundo álbum, Protection (1994), integrou um maior uso de instrumentos de corda e uma adicional batida dub.
O álbum seguinte de Massive Attack, intitulado Mezzanine (1998), caracterizou-se por ter mais presente as guitarras na base das músicas. Del Naja declarou que este álbum estava mais a seu gosto. Porém, também admitiu que adquiriu o seu próprio modo "sendo teimoso, enquanto tinha acessos de raiva — o habitual comportamento infantil de merda.". Também marcou o trabalho a presença da própria voz do Robert em músicas como Inertia Creeps e Risingson. Inertia Creeps foi influenciada pelas experiências de Del Naja em Istambul. O disco em si explora batidas de várias culturas.
100th Window (2003), o quarto álbum de Massive Attack, era definitivamente para ser um projeto a solo de Del Naja. Atraiu muitas críticas positivas, como a da Stylus Magazine, que afirmou que: "O 100th Window é uma Obra-Prima do seu género" e "...Soa fresco e maravilhoso".
O desempenho vocal de Robert é muito distintivo, falado, dentro de um quase sussurro, com um efeito leve de eco aplicado por cima.
Além dos seus trabalhos em Massive Attack, ele fez os vocais na música Invasion, dos UNKLE, do álbum Never, Never Land, e na música Twilight, do álbum War Stories do mesmo grupo.

## Arte, política e tendências
Antes de se tornar vocalista, Del Naja era um jovem grafiteiro. Ele já expôs seu trabalho em galerias em Bristol, e também tem um livro com as suas artes.
Além disso e dos trabalhos envolvendo os Massive Attack, ele também criou a capa do disco dos UNKLE War Stories(2007).
Ele tem duas tatuagens que representam Massive Attack. Uma no braço, a flame símbolo da banda e outra que parece o besouro da capa de Mezzanine.
Ele é apontado como peça chave de uma cultura underground desenvolvida em Bristol na década de 90 que envolvia Trip-Hop, Drum and Bass e Grafite, tendo também como representante Banksy, muito reconhecido pela sua arte urbana, denominada na sua forma mais pura como Bristol Underground Scene'.
Del Naja tem sua veia política pulsante e não se calou quando a Inglaterra demonstrou partilhar das mesmas ideias dos EUA, em 2003, na época da Guerra no Iraque e juntou-se a Damon Albarn dos Blur para protestar, comprando uma página cheia de anúncios da NME Magazine. Nessa mesma época, coincidentemente, ele foi acusado pelo Governo de acessar sites com conteúdos de Pedofilia, mas nada foi comprovado.
Em 2005 ele também organizou, juntamente com Adrian Utley e Geoff Barrow da banda Portishead, um concerto de caridade em Bristol para ajudar as vítimas do Tsunami. As duas noites incluíram shows com Massive Attack, Portishead, Robert Plant e Damon Albarn e conseguiram arrecadar cerca de £100,000.
Em 2016, um jornalista escocês afirmou que Robert Del Naja é o artista Banksy. Em 2017, o DJ Goldie usou o nome "Robert" para se referir a Bansky durante uma entrevista ao Podcast Distraction Pieces, do Reino Unido.